# Пам'ятки історії Сарненського району
У Сарненському районі Рівненської області нараховується 31 пам'ятка історії.
| №  | Назва                                                                                     | Адреса                                                                           |
| -- | ----------------------------------------------------------------------------------------- | -------------------------------------------------------------------------------- |
| 1  | Пам'ятник воїнам-односельчанам і жертвам УБН                                              | с. Велике Вербче                                                                 |
| 2  | Могила зв'язкового партизанського загону «Переможці» К. Ю. Довгера                        | с. Вири                                                                          |
| 3  | Пам'ятник воїнам-односельчанам і жертвам УБН                                              | с. Зносичі                                                                       |
| 4  | Меморіальна дошка на честь поета і громадського діяча К. А. Ткача                         | с. Катеринівка                                                                   |
| 5  | Група могил радянських воїнів і жертв УБН і пам'ятник воїнам-односельчанам та жертвам УБН | с-ще Клесів, вул. Залізнична                                                     |
| 6  | Пам'ятник воїнам-односельчанам і жертвам УБН                                              | с. Корост                                                                        |
| 7  | Братська могила радянських воїнів                                                         | с. Кузьмівка                                                                     |
| 8  | Могила першого голови колгоспу Я. Ф. Ляховчука                                            | с. Кузьмівка                                                                     |
| 9  | Пам'ятник воїнам-односельчанам і жертвам УБН                                              | с. Кузьмівка                                                                     |
| 10 | Пам'ятник воїнам-односельчанам і жертвам УБН                                              | с. Любиковичі                                                                    |
| 11 | Братська могила радянських воїнів                                                         | с. Мале Вербче                                                                   |
| 12 | Пам'ятник воїнам-односельчанам                                                            | с. Мале Вербче                                                                   |
| 13 | Пам'ятник воїнам-односельчанам і жертвам УБН                                              | с. Немовичі                                                                      |
| 14 | Пам'ятник воїнам-односельчанам                                                            | с. Ремчиці                                                                       |
| 15 | Могила Л. В. Кузнєцкого — першого директора дослідницької станції                         | м. Сарни, дослідна станція                                                       |
| 16 | Мем. дошка на честь страйку залізничників                                                 | м. Сарни, залізничний вокзал                                                     |
| 17 | Могила члена Луцького окружного Комітету КПЗУ А. Т. Крисюка                               | с-ще Степань, громадське кладовище                                               |
| 18 | Братська могила радянських льотчиків                                                      | с-ще Степань, громадське кладовище                                               |
| 19 | Могила першого голови сільради І. М. Линки                                                | с-ще Степань, громадське кладовище                                               |
| 20 | Братська могила радянських воїнів, партизан, радянського партійного активу                | с-ще Степань, площа Миру                                                         |
| 21 | Пам'ятник воїнам-односельчанам і жертвам УБН                                              | с-ще Степань, вул. Комуністична                                                  |
| 22 | Пам'ятник воїнам-односельчанам і жертвам УБН                                              | с. Тутовичі                                                                      |
| 23 | Пам'ятник воїнам-односельчанам і жертвам УБН                                              | с. Тинне                                                                         |
| 24 | Пам'ятник воїнам-односельчанам і жертвам УБН                                              | с. Тинне                                                                         |
| 25 | Пам'ятник воїнам-односельчанам і жертвам УБН                                              | с. Чудель                                                                        |
| 26 | Братська могила воїнів УПА                                                                | м. Сарни, кладовище                                                              |
| 27 | Могили воїнів російської та австрійської армії                                            | м. Сарни, вул. Паризької Комуни, північно-західна частина громадського кладовища |
| 28 | Пам'ятник партизанської Слави                                                             | с. Немовичі                                                                      |
| 29 | Пам'ятний знак на честь загиблих бійців УПА                                               | с. Городець, на території церкви                                                 |
| 30 | Братська могила жертв НКВД                                                                | м. Сарни, вул. Ковельська, громадське кладовище                                  |
| 31 | Братська могила воїнів армії УНР                                                          | м. Сарни, вул. Ковельська, громадське кладовище                                  |